# Yannis Dogo
Yannis Dogo (* 27. Juli 1992 in La Tronche, Rhône-Alpes) ist ein französischer Fußballspieler.

## Karriere
Dogo startete seine Karriere in seiner Heimatstadt mit dem FC La Tronche Meylan, von wo er zum AS Cannes wechselte. Im Juni 2010 verließ er den FC Cannes und wechselte in die A-Jugend des SCO Angers. Dogo wurde zu Beginn der Saison 2011/12 in die Reservemannschaft des SCO Angers aufgenommen. Für diese kam er in seiner ersten Spielzeit zwar auf lediglich fünf Einsätze, konnte dabei allerdings drei Tore erzielen. Am 36. Spieltag der zweiten Liga saß er für die erste Mannschaft auf der Bank, wurde beim 1:0 gegen den FC Istres in der 86. Minute eingewechselt und gab damit sein Profidebüt. Zu Beginn der darauffolgenden Saison absolvierte er eine weitere Partie für das Team, wurde jedoch nicht mit einem Profivertrag ausgestattet. Im Sommer 2013 verließ er nach seiner ersten Profi-Saison bei den Angers und wechselte zu Le Poiré-sur-Vie VF.